# Diecezja Ciudad Valles
Diecezja Ciudad Valles (łac. Dioecesis Vallipolitana) – diecezja Kościoła rzymskokatolickiego w Meksyku, sufragania archidiecezji San Luis Potosí. 

## Historia
27 listopada 1960 roku papież Jan XXIII konstytucją apostolską Cum rectus rerum erygował diecezję Ciudad Valles. Dotychczas wierni z tych terenów należeli do archidiecezji San Luis Potosí. 28 maja 1997 roku diecezja utraciła część swego terytorium na rzecz nowo powstającej diecezji Matehuala.

## Ordynariusze
- Carlos Quintero Arce (1961 - 1966)
- Alfonso Reyes Ramos (1966 - 1969)
- José Melgoza Osorio (1970 - 1979)
- Juvencio González Alvarez (1980 - 1995)
- José Guadalupe Galván Galindo (1994 - 2000)
- Roberto Octavio Balmori Cinta MJ (2002 - 2020)
- Roberto Yenny García (od 2020)